# The Divine Invasion
The Divine Invasion è il quarto album in studio di Bluetech, pubblicato per l'etichetta israeliana Aleph Zero. Si pone come un naturale continuo dei lavori precedenti, mostrando una più marcata maturità e spessore di melodie, campionamenti e ritmiche. Si registra la collaborazione con i Mirror System di Steve Hillage, artista con cui Bluetech ha collaborato alla stesura dell'album Dreamtime Submersible (pubblicato con lo pseudonimo di "Evan Marc").

## Tracce
1. Finding the Future By Looking Backwards - 7:19
2. Lost In an Imagined Labyrinth - 6:39
3. Probability Tree - 6:05
4. Rite of the Dragonfly - 7:28
5. Swimming in a Feverdream - 6:05
6. Holding Space - 6:04
7. Honey in the Heart - 6:56
8. The Light (Bluetech Remix) (Ace Ventura & Lish) - 8:09
9. Even the Stones Sing - 7:30
10. Living Time (con Mirror System) - 7:18
11. A Golden Ratio Sings  (con Evan Reiter) - 7:54